# Вікові дерева бука і каштана
Вікові дерева бука і каштана — ботанічна пам'ятка природи місцевого значення. Об'єкт розташований на території Звенигородського району Черкаської області, квартали 105 та 108 Хлипнівського лісництва.
Площа — 0,1 га, статус отриманий 13 травня 1975 року.